# Rambah Jaya
Rambah Jaya is een bestuurslaag in het regentschap Rokan Hulu van de provincie Riau, Indonesië. Rambah Jaya telt 1812 inwoners (volkstelling 2010).